# Hinduja
Hinduja est un conglomérat indien dont le siège social est situé à Mumbai, dans le Maharashtra, depuis 1979 et la révolution iranienne.

## Histoire
L'entreprise a été fondée en 1914 par Parmanand Deepchand Hinduja. Intervenant d'abord à Shikarpur, dans le Sind (dans l'actuel Pakistan) et à Bombay (actuelle Mumbai), en Inde, il étendit ses affaires en Iran en 1919, où le siège social fut établi jusqu'à 1979, lorsque la Révolution islamique iranienne força l'entreprise à quitter ce pays.

## Activités
Le groupe a des activités dans la finance et la banque en Suisse via Hinduja bank et en Inde via IndusInd Bank, dans la fabrication automobile via Ashok Leyland, dans l'armement et la défense via Ashok Leyland Defence, dans l'industrie chimique, pétrolière et minière via Gulf Oil, dans la métallurgie via Hinduja Foundries, dans les services informatiques via Hinduja Global Solutions.
Les frères Hinduja, propriétaires du conglomérat financier, possèdent une fortune de 12,8 milliards de livres sterling en 2019. Ils sont défendus par l'avocat indien établi à Londres Sarosh Zaiwalla.
En juin 2024, Prakash Hinduja et son épouse Kamal Hinduja, ont été condamnés par le tribunal de Genève à quatre ans de prison ferme pour exploitation d'employés de maison et esclavagisme. Le procureur général dira à leur propos : « Dans cette famille, on dépense davantage pour le chien que pour les employés domestiques ».